# Oskar Schmidt (Künstler)
Oskar Schmidt (* 6. Oktober 1977 in Erlabrunn) ist ein zeitgenössischer deutscher Künstler. Er lebt und arbeitet in Berlin und Leipzig.

## Leben
Von 1998 bis 2002 studierte Oskar Schmidt Malerei an der Burg Giebichenstein Hochschule für Kunst und Design Halle sowie ab 2002 Fotografie an der Hochschule für Grafik und Buchkunst Leipzig bei Timm Rautert. Von 2006 bis 2008 war er dessen Meisterschüler. 2009 erhielt er den Talents Förderpreis von C/O Berlin, 2013 den Marion Ermer Preis, 2017 das Stipendium der Konrad-Adenauer-Stiftung, 2018 ein Arbeitsstipendium der Hans und Charlotte Krull Stiftung und war 2022 für den Kunstpreis der Böttcherstraße Bremen nominiert. Sein Großvater ist Hans Brockhage, ein renommierter Bildhauer in der DDR.

## Sammlungen
- Center for Creative Photography, Tucson
- Daimler Art Collection
- Sammlung Museum der bildenden Künste Leipzig
- Sammlung Andra Spallart, Wien
- Zabludowicz Collection, London
- Kunstsammlung des Freistaates Sachsen
- Sammlung SØR Rusche
- Collection C/O Berlin Foundation

## Ausstellungen (Auswahl)
2018
- Daimler Contemporary, Berlin
- Kunstmuseum Moritzburg, Halle
- Galerie Tobias Naehring, Leipzig (Solo)

2017
- C/O Berlin
- The National Gallery of Kosovo, Pristina

2016
- Museum Gunzenhauser Chemnitz (Solo)
- Situation #31, Fotomuseum Winterthur

2015
- The Lives of Pictures: Forty Years of Collecting at the Center for Creative Photography – New Acquisitions / From the Vault, Center for Creative Photography, Tucson

2014
- Conceptual and Applied III: Surfaces and Pattern, Daimler Contemporary, Haus Huth, Berlin
- The 2014 Paris Photo–Aperture Foundation PhotoBook Awards, Paris Photo, Paris, Aperture Foundation, New York
- Fotografie: International. Video, Mixed Media, Daimler Art Collection, Stuttgart

2013
- Marion Ermer Preis – Die Herstellung von Sichtbarkeit, Neues Museum Weimar (Katalog)
- Crossing Views-Fotografie aus Leipzig, Marburger Kunstverein

2012
- Stillstehende Sachen, Sammlung SØR Rusche, Museum Abtei Liesborn
- Überall und Nirgends – Sammlung Reydan Weiss, Villa Jauss, Obersdorf (Katalog)

2011
- Leipzig. Fotografie seit 1839, Museum der bildenden Künste Leipzig (Katalog)
- Zabludowicz Collection – Recent Photography from Leipzig, Broadway 1500, New York

2010
- Revenants: Photographs by Oskar Schmidt, Goethe-Institut, Washington
- The Library of Babel – Works from the Zabludowicz Collection, London (UK)
- Art Collection Deutsche Börse – Talents 2009 – Deutsche Börse, Frankfurt/M.

2009
- Wiedergängerinnen, C/O Berlin (Solo, Katalog)
- CLOSE THE GAP – Werkschauhalle Baumwollspinnerei Leipzig, Neuer Pfaffenhofener Kunstverein, Städtische Galerie / Kunstverein Speyer (Katalog)
- Hab & Gut, Kunsthalle Rostock

## Kataloge
- The American Series, Hrsg. Matthias Harder, Berlin (Distanz Verlag) 2014.
- Ordinary World, Berlin (argobooks) 2013.
- Wiedergängerinnen, München, Berlin (Deutscher Kunstverlag) 2009, (mit einem Essay von Steffen Siegel).
- Attitudes of Posture, Hamburg (Textem Verlag), 2007.
- Queens of Less, Leipzig (Galerie Kleindienst) 2007.